# Supercoppa di Polonia 2018 (pallacanestro)
La Supercoppa di Polonia 2018 è la 13ª Supercoppa di Polonia di pallacanestro maschile.
La partita è stata disputata il 29 settembre 2018 presso l'Hala GOSiR di Gniezno tra il Włocławek, campione di Polonia 2017-18 e il Pierniki Toruń vincitore della Coppa di Polonia 2018.

## Finale
| Arbitri: | Marcin Kowalski Tomasz Trawicki Adam Wierzman |

| |            | |
| Lichodej 16 | Punti      | 17 Mbodj |
| Łączyński 4 | Assist     | 7 Lowery |
| Marković 6 | Rimbalzi   | 8 Sulima |
| 3 Simon• 9 Łączyński• 13 Sobin• 17 Mihailović• 41 Parzeński 7 Marković• 8 Wadowski• 11 Lichodej• 15 Zyskowski• 23 Michalak• 31 Kostrzewski• 33 Szewczyk | Formazioni | 3 Lowery• 5 Cel• 12 Wiśniewski• 22 Mbodj• 33 Gruszecki 1 Grochowski• 4 Śnieg• 7 Sulima• 13 Ratajczak• 21 Diduszko• 24 Karnowski• 43 Perka |
| Igor Miličić | Allenatori | Dejan Mihevc |